# Посёлок Гайтанского Отделения Совхоза
Гайтанского Отделения Совхоза — поселок в Нурлатском районе Татарстана. Входит в состав Тюрнясевского сельского поселения.

## География
Находится в южной части Татарстана на расстоянии приблизительно 21 км на северо-запад по прямой от районного центра города Нурлат у реки Большой Черемшан.

## История
Основан в 1920-х годах.

## Население
Постоянных жителей было в 1926 году — 27, в 1989 — 21, в 2002 году 26 (русские 73 %), в 2010 году 5.